# 抽葶党参
抽葶党参（学名：Codonopsis subscaposa）是桔梗科党参属的植物，是中国的特有植物。分布于中国大陆的云南、四川等地，生长于海拔2,500米至4,200米的地区，见于山地草坡或疏林中，目前尚未由人工引种栽培。